# 张震 (作家)
张震（1973年—），男，沈阳人，中國大陸作家，辽宁人民广播电台主持人。1997年3月推出有声恐怖节目《张震讲故事》，1998年9月28日主持辽宁人民广播电台《张震时间》节目。
由于其有声恐怖读物非常有特点，从而受到了人们的关注，甚至还曾传说过其意外身亡的言论。

## 生平
- 1993年，张震考上沈阳大学师范学院中文系。在就读期间，由于幼年在广播剧等影响下，导致他决定成为广播员，同时他还在广播中，为了增加作品的氛围，在后期处理加混响做成音效。
- 1996年，在辽宁电台娱乐台做了一档《张震讲故事》。
- 1997年，张震创作了第一张专辑，并在同年在沈阳北方图书大厦举行了一场签售会。
- 2003年7月1日，张震和妻子到了北京。
- 从2008年开始，与小静婚后的第二年开始出版自己的小说。
- 2015年前后，其作品的衍生电影《张震讲故事之鬼迷心窍》《张震讲故事之合租屋》和作品衍生网剧《张震讲故事》陆续上映。

## 外部連結
- 张震澎湃新闻上的账号 （页面存档备份，存于）
- 张震的新浪微博